# Spion in Spitzenhöschen
Spion in Spitzenhöschen ist eine romantische Filmkomödie des Regisseurs Frank Tashlin aus dem Jahr 1966 mit den Hauptdarstellern Doris Day und Rod Taylor.

## Handlung
Bei einer Angeltour an der kalifornischen Küste macht der Weltraumforscher und Hobbyangler Bruce Templeton einen seltsamen Fang. Er hat plötzlich eine Meerjungfrau an der Angel. Bruce verliebt sich sofort in Jennifer, die in diesem Kostüm herumschwimmt, um die Touristen zu beeindrucken, die ihr Vater in seinem Glasbodenboot umherfährt. Da er nun ihr Kostüm ruiniert hat, ist Jennifer außer sich vor Zorn.
Am nächsten Tag treffen sich die beiden bei der NASA wieder, wo Jennifer sich um die Öffentlichkeitsarbeit kümmert und Bruce der Leiter eines Projekts mit dem Namen GISMO zur Erforschung und Überwindung der Schwerkraft ist. Um sie in seiner Nähe zu haben, macht Bruce Jennifer zu seiner Biografin und erfindet ein Projekt mit dem Namen Venus.
Während Bruce und Jennifer einander näherkommen und miteinander flirten, vermutet der amerikanische Geheimdienst unter der Leitung von General Bleecker, dass Jenny eine Ostspionin ist. Begünstigt wird der Verdacht dadurch, dass Jennifer immer wieder von Wladimir spricht, was allerdings der Name ihres Hundes ist.
Nachdem Jennifer bei einer Party durch zufälliges Anhören eines Telefongesprächs mitbekommen hat, dass sie von Bruce getäuscht wurde, unternimmt sie aus Rache alles, um so zu tun, als wäre sie tatsächlich eine Spionin. Die Handlung gewinnt damit nochmals an Geschwindigkeit, besonders als sich der vermeintliche FBI-Agent Edgar Hill als tatsächlicher Spion entpuppt und wichtige Papiere aus dem Tresor stiehlt.
Nach einer spektakulären Verfolgungsjagd kommt es zum Happy End: Bruce heiratet Jennifer (angedeutet durch den Hochzeitsmarsch) und fährt mit ihr im Schnellboot davon.

## Bemerkungen
Einen Cameo-Auftritt hat Robert Vaughn, bekannt aus der damals gerade aktuellen Serie Solo für O.N.C.E.L.: Nachdem sich der Wachmann Homer Cripps zur besseren Überwachung der Party im Haus von Bruce vorübergehend als Frau verkleidet hat und zur Bar schaut, ist dort für wenige Sekunden Vaughn alias Napoleon Solo zu sehen. Beim erneuten Hinsehen ist er verschwunden.
Englischer Alternativtitel ist The Spy in Lace Panties.

## Kritiken
„Schwungvoller Doris-Day-Film mit bewährten komödiantischen Mitteln.“

„[…] routiniertes Lustspiel mit zahlreichen typischen Tashlin-Slapsticks.“

„Dieser amerikanische Farbbreitwandfilm ist typisch für die Gattung (sehr bemühter Humor), hat aber durch Regisseur Frank Tashlin auch Neues (Klamaukelemente) aufzuweisen.“